# Delta Amacuro
Delta Amacuro (tiếng Tây Ban Nha: Delta Amacuro, đọc là Đen-ta A-ma-cu-rô) là một bang tại miền tây Venezuela. Thủ phủ của bang là thành phố Tucupita. Delta Amacuro có diện tích 40.200 km² và dân số hơn 160.000 người, đây là một trong những bang ít dân nhất tại Venezuela. Bang tiếp giáp với vịnh Paria và Đại Tây Dương về phía bắc, giáp với vùng Barima-Waini của Guyana về phía đông, bang Bolívar về phía nam, và bang Monagas về phía tây.

## Lịch sử
Người Warao bản địa là những cư dân đầu tiên sinh sống tại vùng đất mà nay là Delta Amacuro.
Năm 1498, Cristoforo Colombo đã đến vùng đất này trong chuyến hành trình lần thứ ba sang châu Mỹ của ông.
Trong thời kỳ Venezuela là thuộc địa của Tây Ban Nha, vùng đất Delta Amacuro thuộc tỉnh Nueva Andalucía và Paria. Đến khi Venezuela này giành được độc lập vào đầu thế kỉ 19 thì vùng này thuộc tỉnh Guayana.
Delta Amacuro chính thức trở thành một bang của Venezuela vào ngày 3 tháng 8 năm 1991.

## Nhân khẩu
Theo thống kê nhân khẩu năm 2011 của Venezuela, cơ cấu chủng tộc của cư dân Delta Amacuro như sau:
| Chủng tộc      | %    |
| -------------- | ---- |
| Người lai      | 54,8 |
| Người da trắng | 36,4 |
| Người da đen   | 7,0  |
| Chủng tộc khác | 1,7  |